# Moscou ne croit pas aux larmes
Pour plus de détails, voir Fiche technique et Distribution.
Moscou ne croit pas aux larmes (en russe : Москва слезам не верит, Moskva slezam ne verit) est un mélodrame soviétique sorti au cinéma en 1980. Il fut écrit par Valentin Tchernykh et réalisé par Vladimir Menchov. Les rôles principaux sont tenus par l'épouse de Menchov, Vera Alentova et par Alexeï Batalov.
Le film est divisé en deux parties. Avec 84,4 millions d'entrées, le film est le 3e plus gros succès de tous les temps en URSS.

## Résumé
Trois jeunes ouvrières, Katia, Lioudmila et Antonina, partagent une chambre dans une pension à Moscou.  Quand Katia doit garder la luxueuse résidence de son oncle, Lioudmila la pousse à profiter de l'occasion pour prétendre vivre dans cet appartement et y organiser des soirées mondaines afin de trouver un mari parmi la nomenklatura.  Lioudmila rencontre effectivement son futur mari par ce stratagème, mais Katia rencontre un homme dont elle s'éprend et au désir duquel elle cède. Katia tombe alors enceinte, et n'est pas en mesure d'avorter, tandis que l'homme refuse d'être impliqué.
La première partie du film se termine peu après la naissance de l'enfant, dans une scène ou Katia est montrée étudiant jusque tard le soir, probablement dans le but de grimper les échelons hiérarchiques au sein de l'usine où elle travaille et subvenir ainsi aux besoins de sa fille.  On y voit Katia se mettre au lit peu après minuit, ajustant tout d'abord son réveil pour sonner à cinq heures trente, puis, après un instant, l'ajustant encore pour sonner à cinq heures, c'est-à-dire ne lui laissant même pas cinq heures de sommeil. Katia éclate alors en sanglots dans son oreiller avant d'éteindre la lumière.
La deuxième partie du film commence après une longue ellipse : Katia est devenue directrice de l'usine, et sa fille est devenue une adolescente. Katia est restée célibataire, les hommes qu'elle fréquente sont mariés et elle s'avoue malheureuse malgré son succès professionnel. Un jour, elle rencontre dans un train Gocha, un homme célibataire qui lui fait une cour audacieuse, lui proposant en substance le mariage seulement deux jours après leur rencontre. Katia s'avère conquise, mais l'irruption inopinée du père de sa fille fait fuir Gocha, à son grand désespoir. Lioudmila et Antonina ne parviennent pas à la consoler, et le mari d'Antonina entreprend de rechercher Gocha, tâche rendue difficile par le fait que son nom de famille est alors inconnu. Il y parvient néanmoins, et Gocha retourne auprès de Katia et de sa fille après sept jours. Le film s'achève par un dialogue dans lequel Katia se plaint auprès de Gocha de la longue attente qu'il lui a fait subir, sans préciser si elle parle alors de ces sept jours ou de toute sa vie.

## Fiche technique
- Titre original : Москва слезам не верит, Moskva slezam ne verit
- Titre français : Moscou ne croit pas aux larmes
- Réalisation : Vladimir Menchov
- Scénario : Valentin Tchernykh et Vladimir Menchov
- Directeur de la photographie : Igor Slabnevitch
- Montage : Yelena Mikhaïlova
- Musique : Sergueï Nikitine
- Costumes : Janna Melkonyan
- Décors : Saïd Menialchtchikov
- Genre : Comédie dramatique
- Pays :  Union soviétique
- Durée : 130 minutes (2 h 10)
- Dates de sortie :
  - URSS : 11 février 1980
  - France : 20 février 1981 (Paris, Semaine du cinéma soviétique), 14 avril 1982
- Affiche : Jouineau Bourduge (France)

## Distribution
- Vera Alentova : Katerina Tikhomirova dite Katia, une directrice d'usine qui a eu un enfant d'un technicien télé qui l'a ensuite abandonnée, l'une des trois amies
- Irina Mouraviova : Lioudmila Gourina, la plus arriviste des trois amies
- Raïssa Riazanova : Antonina, la troisième copine, qui s'est mariée rapidement et se consacre à sa famille
- Alexeï Batalov : Gueorgui dit Gocha, le nouvel homme dans la vie de Katia
- Alexandre Fatiouchine : Sergueï Gourine dit Serioja, un hockeyeur de haut niveau, le mari de Lioudmila
- Boris Smortchkov : Nikolaï, le mari d'Antonina
- Natalia Vavilova : Alexandra Alexandrovna, la fille adolescente de Katia
- Youri Vassiliev : Roudion Ratchkov, un technicien télé qui a séduit et abandonné Katia
- Oleg Tabakov : Vladimir dit Volodia, un amant de Katia
- Evguenia Khanaïeva : Mme Ratchkova, la mère de Roudion
- Valentina Ouchakova : la mère de Nikolaï
- Victor Ouralski : le père de Nikolaï
- Zoïa Fiodorova : la concierge du foyer de jeunes filles
- Lia Akhedjakova : la directrice du club de rencontres
- Vladimir Bassov : Anton Krouglov
- Vladimir Menchov : l'un des invités de Gocha au pique-nique
- Garri Bardine : ingénieur en chef de l'usine des produits chimiques
- Andreï Voznessenski : caméo
- Innokenti Smoktounovski : caméo
- Gueorgui Youmatov : caméo
- Tatiana Konioukhova : caméo
- Pavel Roudakov: caméo
- Veniamin Netchaev : caméo

## Sortie vidéo
Moscou ne croit pas aux larmes ressort en DVD et Blu-ray le 7 juillet 2020 édité par Potemkine Films, avec en complément trois analyses sur Vladimir Menchov (21'), les acteurs (15') et sur les femmes en URSS par Françoise Navailh (16') ; mais également des interviews de Menchov (9'), de Valentin Tchernykh (25'), de Serguei Nikitine (11'), de Vera Alentova (3'), Irina Mouraviova (6') et de Raïssa Riazanova (15'), toutes réalisées pour le vingtième anniversaire du film.

## Commentaires
Histoire de trois jeunes femmes qui arrivent à Moscou pour y trouver de meilleures conditions de vie. Un grand mélodrame qui présente la façon de vivre de toute une génération quand, à la fin des années 1950[pas clair], de nombreux jeunes des villes de province affluèrent à Moscou et s'y établirent.
La chanson accompagnant le générique d'ouverture s'intitule Alexandra. Ce prénom est celui de la fille du personnage principal.

## Prix et récompenses
Le film a remporté l'Oscar du meilleur film en langue étrangère en 1981. L'année suivante, il remporta le prix d'État de l'URSS.

## Chansons du film
- Jamaica de Robertino
- Les Routiers d'Yves Montand
- Couplets satiriques (Les Couplets Diplomatiques) de Pavel Roudakov et Veniamine Netchaev (c. 1954)
- Bésame mucho
- Daddy Cool de Boney M
- Allumons-en une (Давай закурим) de Klavdia Chouljenko
- Alexandra (Александра) de Sergueï Nikitine et Tatiana Nikitina, les paroles de Iouri Vizbor
- Conversation au pied de l'arbre de Noël (Диалог у новогодней елки) de Sergueï Nikitine, les paroles de Youri Levitanski
- Au service d'avril (Дежурный по апрелю) de Boulat Okoudjava